# まだ、人間
『まだ、人間』（まだ、にんげん）は、2012年5月26日にヒューマントラストシネマ渋谷ほかで公開された日本映画。監督は東京大学出身の新人である松本准平で、本作が監督デビュー作となる。主演は『名前のない女たち』の辻岡正人ほか。
キャッチコピーは「心感温度ゼロ。」「東京の真ん中はからっぽ。僕たちの真ん中にはいったい何があるんだろう。」。

## キャスト
- 達也 - 辻岡正人
- ルカ - 穂花
- リョウ - 上山学
- でんでん
- 根岸季衣
- 大澤真一郎
- 増田俊樹
- 三坂知絵子
- 柴やすよ
- 加藤亮佑
- 谷中栄介

## スタッフ
- 監督・脚本・製作・編集 - 松本准平
- 企画 - 松本准平、辻岡正人
- 撮影 - 関将史
- 美術 - 池田彩
- 音楽 - 鈴木光男
- 録音 - 日暮謙
- 衣裳デザイン - 柿崎幸子
- メイク - 関口朝海
- ライン・プロデューサー - 松井祐一郎
- 助監督 - 清水正誉、天野大地
- スチール - 丸山智子
- 製作 - 「まだ、人間」フィルムパートナーズ
- 配給 - ティ・ジョイ

## 主題歌
- チーナ「アンドロイド」